# Koningin Elisabethwedstrijd 2015 (voor viool)
De Koningin Elisabethwedstrijd 2015 (voor viool) was de zeventiende editie van de Koningin Elisabethwedstrijd voor viool. Deze vond plaats tussen 4 mei en 30 mei 2015 in het Flageygebouw en in het Paleis voor Schone Kunsten te Brussel.

## Jury
- Juryvoorzitter: Arie Van Lysebeth
- Secretaris van de jury: Nicolas Dernoncourt.
- De juryleden waren: Pierre Amoyal, Patrice Fontanarosa, Daniel Hope, Nai-Yuan Hu, Dong-Suk Kang, Nam Yun Kim, Mihaela Martin, Goto Midori, Natalia Prischepenko, Marco Rizzi, Akiko Suwanai en Gilbert Varga; niet al deze juryleden waren bij elk van de drie ronden aanwezig.

## Verloop

### Eerste ronde (4 - 9 mei)
In de eerste ronde (in het Flageygebouw) traden 62 kandidaten op: 34 mannen en 28 vrouwen met 19 verschillende nationaliteiten. De kandidaten toonden gedurende circa 20 minuten hun prestaties door het spelen van:
- een van de sonates voor viool solo in g (BWV1001), a (BWV1003) of C (BWV1005) van Johann Sebastian Bach;
- de eerste beweging (het openingsallegro) van de sonate in A D574 van Franz Schubert;
- een van drie van de 24 Capriccio's voor viool van Niccolò Paganini.

### Halve finale (11 - 16 mei)
De jury selecteerde na de eerste ronde 24 kandidaten voor de halve finale.
In de halve finale (ook in Flagey) voerden de violisten de volgende werken uit:
- met orkest een van de concerti van Mozart: KV216 (n. 3 in G), KV218 (n. 4 in D) of KV219 (n. 5 in A)

en een recital met solo- en kamermuziek:
- het verplichte werk Recitativo for violin and piano van Vykintas Baltakas dat speciaal voor deze editie is geschreven en op 11 mei 2015 in wereldpremière ging in een uitvoering van Lee Ji Yoon;
- de sonate in e op. 27/4 voor viool solo van Eugène Ysaÿe;
- werk(en) naar keuze.

### Finale (25 – 30 mei 2015)
In het Paleis voor Schone Kunsten van Brussel speelden de finalisten een vioolconcert naar keuze en het verplichte werk ...aussi peu que les nuages... voor viool en orkest van de Zwitserse componist Michael Jarrell (*1958). Het kwam niet zoals voorheen via een compositiewedstrijd tot stand: het uitvoerend wedstrijdcomité verleende de opdracht aan Jarrell. Tijdens de finale werden 5 verschillende concerti voor viool en orkest verschillende keren uitgevoerd. Vier finalisten voerden het vioolconcerto van Brahms uit.
Op zaterdag 16 mei maakte de juryvoorzitter Arie Van Lysebeth de finalisten bekend. Zij traden van 25 tot 30 mei 2015 op in deze volgorde (twee finalisten per avond):  
- William Ching-Yi Wei: Vioolconcert nr. 1 (Sjostakovitsj) in a, op. 77[1]
- Tobias Feldmann: Vioolconcert nr. 2 (Bartók), Sz. 112, BB 117[2]
- Thomas Reif: Vioolconcert (P.I. Tsjaikovski) in D, op. 35
- Mohri Fumika: Vioolconcert (Sibelius) in d, op. 47
- Kenneth Renshaw: Vioolconcert (Brahms) in D, op. 77
- Kim Bomsori: Vioolconcert (Brahms)
- Wang Xiao: Vioolconcert (Sibelius)
- William Hagen: Vioolconcert (Tsjaikovski)
- Lee Ji Yoon: Vioolconcert (Brahms)
- Oleksii Semenenko: Vioolconcert (Sibelius)
- Lim Ji Young: Vioolconcert (Brahms)
- Stephen Waarts: Vioolconcert nr. 2 (Bartók)

De Amerikaanse dirigente Marin Alsop leidde het Nationaal Orkest van België bij de finaleproef van de solisten.

## Uitslag laureaten KEW 2015
Geklasseerde laureaten
1. Lim Ji Young (Zuid-Korea)
2. Oleksii Semenenko (Oekraïne)
3. William Hagen (Verenigde Staten)
4. Tobias Feldmann (Duitsland)
5. Stephen Waarts (Verenigde Staten/Nederland)
6. Mohri Fumika (Japan)

Overige laureaten (in alfabetische volgorde)
- Kim Bomsori (Zuid-Korea)
- Lee Ji Yoon (Zuid-Korea)
- Thomas Reif (Duitsland)
- Kenneth Renshaw (Verenigde staten)
- Wang Xiao (China)
- William Ching-Yi Wei (Taiwan)

## Prijzen

### Gewone prijzen
- Eerste prijs, Grote Internationale Prijs Koningin Elisabeth, Prijs Koningin Mathilde (€ 25.000), met concertaanbiedingen en de Huggins Stradivarius (1708) in bruikleen voor vier jaar: Lim Ji Young
- Tweede prijs, Prijs van de Belgische Federale Regering, Prijs Eugène Ysaÿe (€ 20.000): Oleksii Semenenko
- Derde prijs, Prijs Graaf de Launoit (€ 17.000): William Hagen
- Vierde prijs, Prijs van de Gemeenschapsregeringen van België, dit jaar aangeboden door de Regering van de Federatie Wallonië-Brussel (€ 12.500): Tobias Feldmann
- Vijfde prijs, Prijs van het Brussels Hoofdstedelijk Gewest (€ 10.000): Stephen Waarts
- Zesde prijs, Prijs van de Stad Brussel (€ 8.000): Mohri Fumika

### Bijzondere prijzen
- Gift Myriam & Edouard Van Remoortel (voor Belgische finalisten en/of halvefinalisten):
- Prijs voor halvefinalisten (€ 1000):
- Prix Musiq 3 en VRT-prijs (elk € 2.500, gekozen door luisteraars voor hun lievelingskandidaat): Stephen Waarts
- Gift dr. Erik Loosen, In memoriam Robert Loosen-Steer (€ 2.500 voor masterclass van zeer hoog internationaal niveau)
- Gift dr. MD en mevrouw Joseph-Antoine Lacocque (€ 2.500 voor masterclass van zeer hoog internationaal niveau)

### Laureatenconcerten
Het laureatenconcert met de winnaars van de 4e, 5e en 6e prijs vindt plaats op 9 juni in de BOZAR te Brussel met het Brussels Philharmonic o.l.v. dirigent Michel Tabachnik. Het slotconcert met de eerste drie prijswinnaars zal doorgaan op 11 juni 2015, ook in het BOZAR maar met het Orchestre philharmonique royal de Liège o.l.v. dirigent Christian Arming. Beide concerten herneemt men in de maand juni in verschillende Belgische steden.

Nieuw dit jaar zijn de twee recitals die de zes niet-geklasseerde laureaten samen zullen geven in Flagey, op woensdag 3 juni en donderdag 4 juni in Studio 1. De namen en het programma deelt men later mee.

## Trivia
- Dit is de eerste wedstrijd waarbij de voormalige erevoorzitster, koningin Fabiola, en de voormalige voorzitter graaf Jean-Pierre de Launoit niet aanwezig zijn: zij overleden vlak na elkaar in november en december 2014. Zij worden herdacht in het programmaboek van deze wedstrijd.
- De proclamatie van de finale werd ontsierd doordat Lee Ji Yoon verkeerdelijk dacht dat zij de eerste prijs behaald had. Toen zij het podium opstapte maakte Kim Nam Yun de juryvoorzitter duidelijk dat hier een misverstand bestond en werd alsnog de winnares verwelkomd op het podium. Het misverstand kwam door het weinig verschil in uitspraak tussen haar naam en de uiteindelijk winnares Lim Ji Young.[4]